# 東北地方の貸切バス事業者
東北地方の貸切バス事業者（とうほくちほうのかしきりバスじぎょうしゃ）は、東北地方において貸切バス事業を行うバス事業者を県別にまとめた一覧である。
- 各事業者は本社所在地（個人事業主の場合は主たる事業所所在地）の県に掲載するものとする。
- ▲印は会社事情（倒産・廃業・経営譲渡・吸収合併・民間移譲など）によりバス事業を終了した事業者。

## 青森県
- アーストラベル青森
- 青森観光バス
- 青森県南観光バス
- 青森中央交通
- アップル観光バス
- いやさか自動車
- STS北燈
- 上北観光バス
- 川内交通
- 北日本中央観光バス（大江タクシー系列）
- 熊谷造花店
- 原燃エンジニアリング
- 弘南バス
  - 弘都交通
- 光洋タクシー
- 黄金崎不老不死温泉
- 西海観光
- さくら観光
- 三星サービス
- しうら観光
- 下北交通
- 白神観光バス
- 尻屋観光
- 青南観光バス
- 相和物産
- 大泉運輸
- 中央タクシー
- 珍田トランスポート・サービス
- つがるバス
- つばめタクシー
- 寺下運輸倉庫
- 十和田観光電鉄
- 中里観光
- 中里交通
- はせがわ仕出し店
- 東通運輸
- 平賀観光
- 弘前公益社
- ふかうら開発
- 北彩観光
- 北星交通
- 北都観光
- 前田観光タクシー
- 松江造花仏壇店
- 丸愛観光
- マルイチ観光
- 三八五タクシーグループ（貸切バスを保有する事業者のみ掲載）
  - 三八五観光タクシー
  - 三八五交通
  - 三八五タクシー
- 三八五バス
- むつ車体工業（KKB 川内交通バス）
- 八洲交通
- 脇野沢交通
- ▲川内交通

## 秋田県
- 秋田観光バス
- あきた北観光バス
- 秋田第一旅行社
- 秋田中央交通
  - 秋田中央トランスポート
- あさひ自動車
- 東交通
- 羽後交通
  - 奥羽観光
- エビス交通
- 花葉館
- 象潟合同交通（旧象潟合同タクシー）
- 工藤興業
- さくら観光
- 秋北バス
- 仙建
- 第一観光バス
- 大清重機（朝陽観光貸切バス）
- 大仙観光貸切バス
- タカカツ自動車工業
- 高勇組
- 鳥海観光
- つばさ観光バス
- 南北交通
- 能代観光
- フジ観光
- ▲由利高原鉄道
- 若美観光

## 岩手県
- 青木観光バス（青木力による個人事業）
- 胆沢交通
- 一関グリーン交通
- 岩泉自動車運輸（岩泉運輸）
- 岩手急行バス
- 岩手県交通
  - 早池峰バス
- 岩手県北自動車
- 岩手北都交通
- 大槌地域振興（大槌観光バス）
- ▲開発運輸（開発観光バス）
- 北上交通観光
- 共栄運輸（共栄観光）
- 銀河交通
- 葛巻タクシー
- ケーエスエンタープライズ（セントレア交通）
- 小川タクシー
- ササキ観光サービス（佐々木孝による個人事業）
- 三光運輸（三光バス）
- 三陸観光
- JAとおのライフサービス
- 志戸平温泉（志戸平観光）
- 清水田観光
- 城北商事（城北交通）
- 城山観光
- 新日本観光バス
- 住田交運
- 大洋交通
- タカケイサービス（高橋敬による個人事業）
- 高橋観光
- 田野畑交通
- 翼交通サービス
- 東磐交通
- 東北都市交通
- 東和町総合サービス公社
- トラヴェルルーム
- 中村運送
- 日本高速運輸（日本高速バス／白石食品工業系列）
- 野口建材
- 花巻観光バス
- 花巻農業協同組合（JAバス）
- ヒカリ総合交通（ヒカリバス）
- 光ドライブ観光バス
- 東日本観光
- 東日本交通
- ヒノヤタクシー
- 平泉観光
- HIRO観光バス（菅原功による個人事業）
- ファミリー観光
- 富士モーターサービス
- フヂクラドライブクラブ（FDひまわり観光）
- 北都交通
- マルヨタクシー
- メモリアル
- リアス観光
- ローカルサービス

## 宮城県
- アスカ観光バス
- 阿部長商店
- 愛子観光バス
- 大上観光バス
- 大宮武雄（個人事業）
- 大谷交通
- 工藤貞一（個人事業）
- くりこまバス
- グリーン観光バス
- 黒沢観光
- クロタ交通
- 黄金バス
- 國際物流
- コバルト観光
- コミニティ交通
- コンノサービス企画（KSKバス）
- さくら観光
- 佐沼交通
- ジェイアールバス東北
- 色麻観光
- ジャパン交通
- 昭和タクシー
- 新栄観光バス
- 新中田観光
- セイワ観光バス
- セレモニー吉岡
- 仙塩交通
- 仙台泉観光バス
- 仙台市（仙台市交通局）
- 仙台セントラルバス
- 仙台トラスト交通
- 仙台バス
- 仙台富士交通
- 仙台メモリアルサービス
- 仙南交通
- タケヤ交通
- 畳石観光
- 千葉眞弘（個人事業）
- 中央交通
- 東栄
- 東北観光バス
- 東洋交通
- とよま観光バス
- 2525タクシー
- 日本三景交通
- 伯山交通
- パノラマ観光バス
- 東日本急行
- ひまわり交通
- 富士観光
- 松島国際観光
- 松山観光バス
- みちのく観光
- 南三陸観光バス
- 宮城交通
  - ミヤコーバス
- ▲宮城中央バス - 1969年にくりはら田園鉄道から独立し、1970年に合併して宮城交通となった企業。
- 宮城中央バス (加美町) - 宮城交通の前身法人とは無関係。
- メイクヒストリー
- 本吉タクシー
- 柳川交通（ケイアイバス）
- 山田運送（東和観光バス）
- 遊季観光バス
- 結城秀章 - 実際の業務は結城秀章が代表取締役を務める株式会社宝殿（ホウデンランナーズ）に委託されているものの、法規上の許可者は結城秀章個人。
- 中川観光バス

## 山形県
- アールエス観光バス（蛸井悟による個人事業）
- 青空観光バス
- 赤湯観光バス
- あけぼの観光バス
- 朝日観光バス
- サイトシーイング蔵王
- 山交ハイヤー
- 山交バス
- 東雲観光グループ
- 庄内交通
  - 庄内交通観光バス・ハイヤー
- 庄内みどり観光バス
- 楯岡交通
- トランスオーシャンバス
- 南陽葬祭
- 昆龍レンタカー
- べにばな観光バス・河北レンタカー
- 舞鶴観光バス
- 松山観光バス
- 八千代観光バス

## 福島県
- 会津高原リゾート
- 会津交通
- 会津乗合自動車
  - 会津タクシー
- 会津西交通
- イズミ交通
- 磐城タクシー
  - 報徳バス
  - 報徳観光バス
- ウインズトラベル
- 内郷タクシー
- オールスター観光
- 奥会津交通
- カネハチタクシー
- 喜多方観光バス
- 協和交通
- くさの
- 郡山観光交通
- 郡山中央交通
- 桜交通
- JAいわき市協同サービス
- 伸英交通
- 新常磐交通
  - 常交いわき観光自動車
  - 常交相双小型観光自動車
- ステージトラベル
- 大和自動車交通
- 旅交通会津
- ダリア観光バス
- 長治観光
- ツインズ鈴木（鈴木守による個人事業）
- 月舘観光
- つばさ交通コーポレーション
- ティーエス観光
- 東北アクセス（旧・はらまち旅行）
- 遠野観光
- トランスパック
- 野本観光バス
- パール交通観光
- 浜通り交通
- ▲磐梯東都バス
- ひまわり交通
- 福島観光自動車
- 福島県北交通
- 福島交通
- 福島西交通
- 福島北都観光バス
- ブルー観光
- みらい観光バス
- メール観光
- メルシー観光
- 守丸興業（東石バス）
- 矢吹タクシー
  - スカイオート
- ユニオン観光
- ワイケイトラベル観光